# Tyler Butterfield
Tyler Butterfield (Hamilton, 12 februari 1983) is een Bermudaans-Amerikaans triatleet en wielrenner uit Pembroke.

## Biografie
Butterfield begon met triatlon in 1990 bij de Ironkids. In 2004 deed de triatleet deed mee aan de Olympische Zomerspelen van Athene. Hij finishte als 35e in een tijd van 1:58.26,99. Acht jaar later in Londen deed hij opnieuw mee aan de olympische triatlon. Butterfield kwam toen als 34ste over de streep.
In 2007 komt hij uit voor Team Slipstream, een professionele Amerikaanse wielerploeg. In 2006 fietste hij als amateurwielrenner voor het Vendée U team uit Frankrijk.
Zijn vader Jim Butterfield was een verdienstelijk atleet op de middenafstanden, terwijl zijn moeder Debbie actief was op de marathon. Hij is een neef van atlete Ashley Couper-Estwanik.

## Titels
- Bermudaans kampioen triatlon op de sprintafstand: 2002
- Bermudaans jeugdkampioen triatlon op de sprintafstand: 1997

## Palmares

### triatlon
- 1997:  Bermudaans kampioenschap sprintafstand
- 2001: 25e WK junioren in Edmonton
- 2002:  WK junioren in Cancún - 56.04
- 2002: 14e Gemenebestspelen in Manchester
- 2004: 35e Olympische Spelen van Athene -1:58.26
- 2009:  Ironman 70.3 Monaco - 4:20.10
- 2009: 253e Ironman New Zealand - 10:44.39
- 2009: 13e WK Ironman 70.3 - 3:42.43
- 2009: 4e Ironman Mexico - 8:39.56
- 2011: 6e Pan-Amerikaanse Spelen in Guadalajara - 01:50.03
- 2012: 34e Olympische Spelen van Londen -1:50.32
- 2014: 124e WK olympische afstand - 174 p

### wielrennen
- 2006: 11e Gemenebestspelen